# Europeiska centrumet för utveckling av yrkesutbildning
Europeiska centrumet för utveckling av yrkesutbildning (franska: Centre Européen pour le Développement de la Formation Professionnelle, Cedefop) är en av Europeiska unionens byråer.
Byrån bildades 1975 och har sitt säte i Thessaloniki, Grekland. Dess uppgift är att stödja utvecklingen av yrkesutbildningen i Europeiska unionen.

## Verksamhet
Cedefop åtar sig denna uppgift genom att analysera och sprida information om yrkesinriktad politik, forskning och utbildningssystem. Byrån tillhandahåller källor, statistik och material som hjälper beslutsfattare att fatta beslut i fråga om yrkesutbildning, vilket gör byrån till kompetenscentrum för det politiska beslutsfattandet inom yrkesutbildning i EU.
Centret tillhandahåller även forskningsresultat, utför analyser, rådgivning och jämför information. De sammanför olika intressenter - bland annat fackföreningar och arbetsgivarorganisationer - i konferenser och workshops. De områden den täcker är bland annat vägledning och rådgivning, utbildning för äldre arbetstagare, prognoser för efterfrågan och utbud av kompetens, erkännande och validering av lärande som sker utanför utbildningssystemet, samt utveckling av referensramar för kvalifikationer av olika slag.
Cedefop är ett av de äldsta europeiska organen. Byrån grundades 1975 i Västberlin, och flyttade till Thessaloniki, Grekland, under 1995. Centret drivs av en styrelse där nationella regeringar, fackföreningar, arbetsgivarorganisationer, och Europeiska kommissionen alla är representerade. Ett samverkanskontor finns även i Bryssel.